# Nokia 6265
Nokia 6265 — мобильный телефон фирмы Nokia стандарта CDMA. Во время выпуска был самым продвинутым CDMA телефоном Nokia.
Использует пользовательский интерфейс «Series 40 3rd Edition», несколько отличающийся от версии, использующейся в GSM телефонах Nokia. Главное отличие — отсутствие активного режима энергосбережения.
Телефон имеет стандартные интерфейсы Bluetooth и IrDA, также имеет встроенный приёмник GPS. Несмотря на поддержку звуковых форматов и позиционирование модели как предназначенной для прослушивания музыки, в телефоне отсутствует стереовыход, также он не может передавать стереозвук и через Bluetooth.

## Похожие модели
- SK IM-8100
- SK SKY IM-7400
- Sony-Ericsson W900i
- SK SKY IM-7700
- Pantech PG-8000